# Dissingia leucomelaena

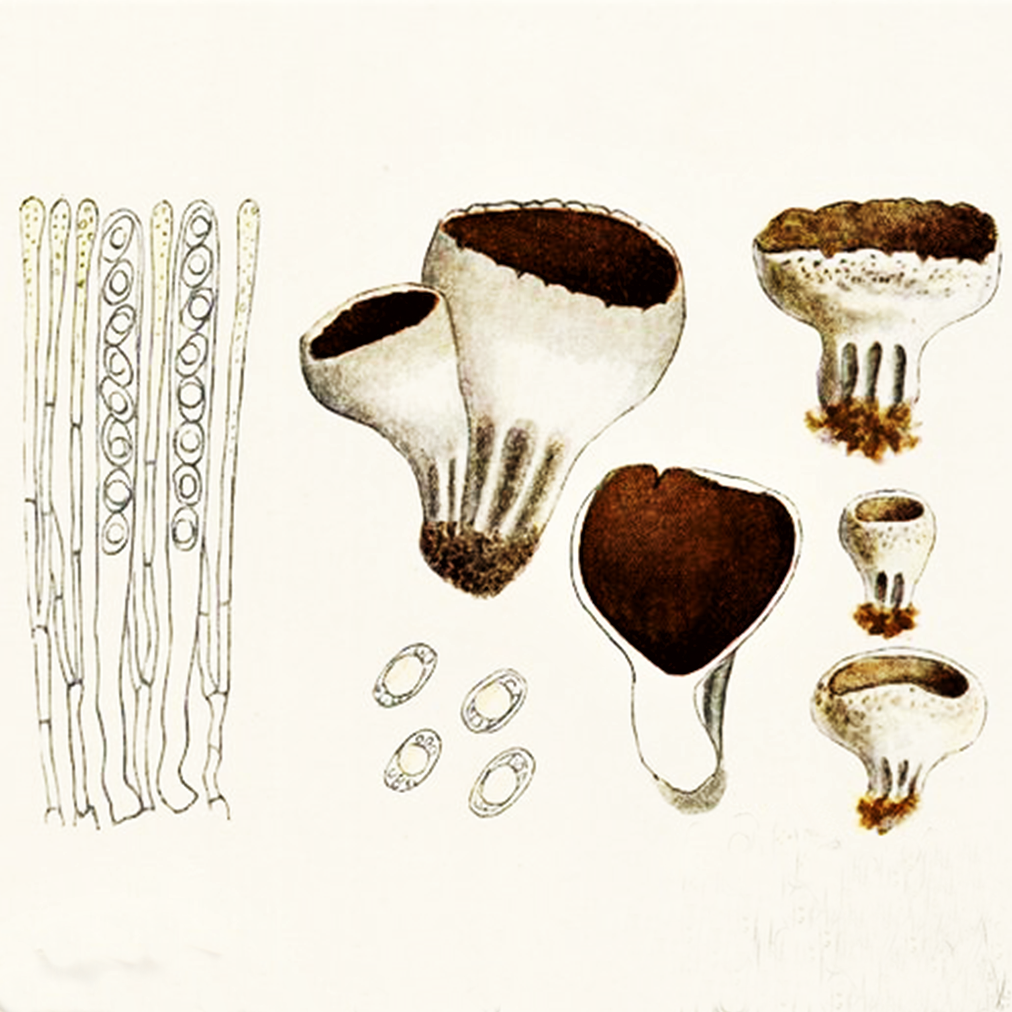

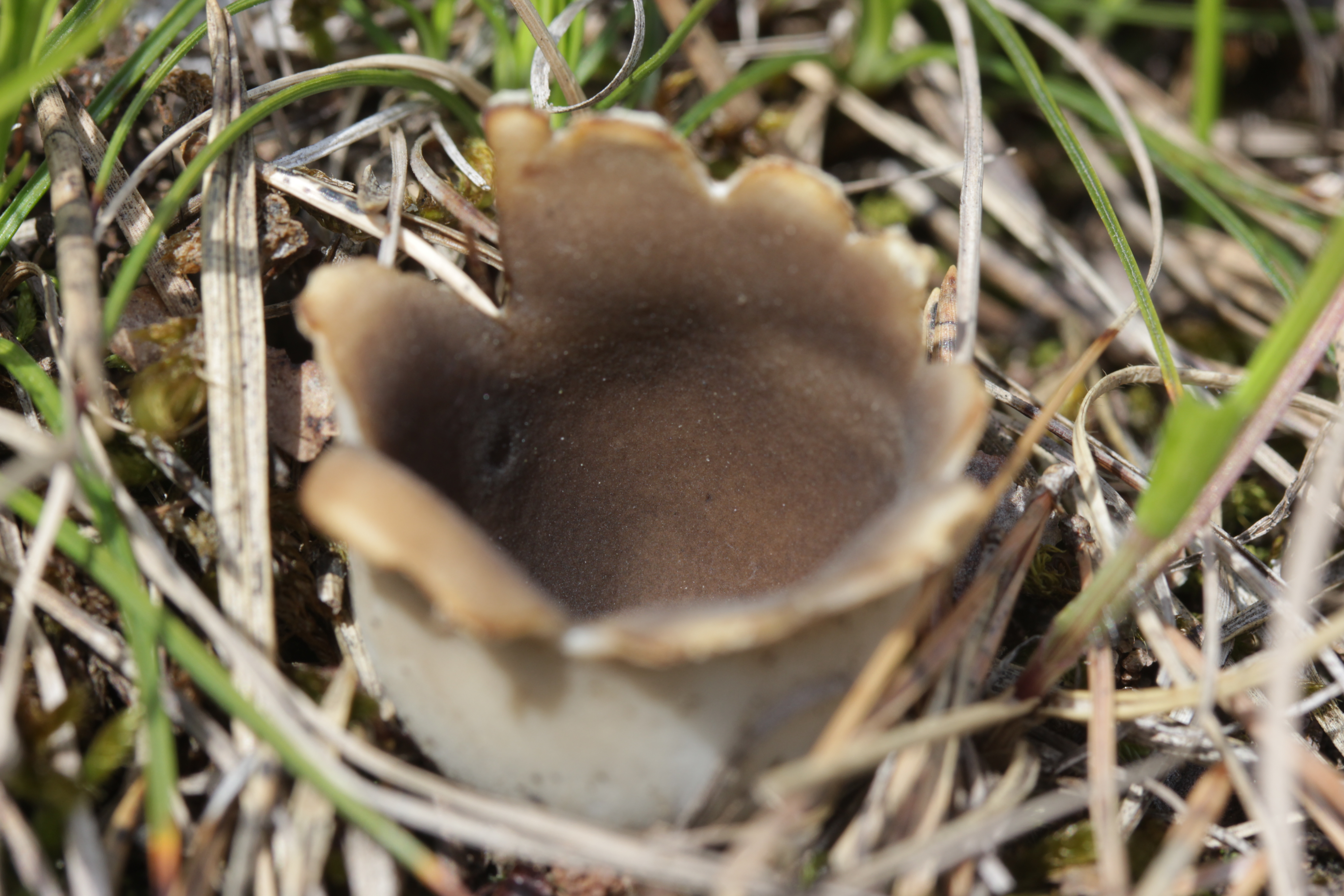

Dissingia leucomelaena (Pers.) K. Hansen & X.H. Wang – gatunek grzybów z rodziny piestrzycowatych (Helvellaceae).

## Systematyka i nazewnictwo
Pozycja w klasyfikacji według Index Fungorum: Helvella, Helvellaceae, Pezizales, Pezizomycetidae, Pezizomycetes, Pezizomycotina, Ascomycota, Fungi.
Po raz pierwszy takson ten opisał w 1822 r. Christiaan Hendrik Persoon, nadając mu nazwę Peziza leucomelaena. Obecną nazwę nadali mu K. Hansen i X.H. Wang w 2019 r.
Ma 18 synonimów. Niektóre z nich:
- Acetabula leucomelaena (Pers.) Sacc. 1889
- Helvella leucomelaena (Pers.) Nannf. 1941[2].

Naukowa nazwa gatunkowa nawiązuje do kontrastujących kolorów wewnętrznej i zewnętrznej powierzchni owocnika.

## Morfologia
Owocnik
Typu apotecjum o szerokości 1,5–4 cm, siedzący lub z krótkim trzonem, o kształcie urny lub miseczki. U starszych okazów często brzeg gwiaździście pęka. Powierzchnia hymenialna (wewnętrzna) matowa, szarobrązowa do czarnobrązowej, naga, powierzchnia zewnętrzna u podstawy biaława, matowoszara do czarnobrązowej, powyżej delikatnie owłosiona (widoczne dopiero poprzez lupę). Trzon, jeśli jest, to bardzo krótki, składający się z białawych fałd lub tępych żeber. Miąższ cienki, kruchy, o grubości około 1,0 mm, dwuwarstwowy, wodnistoszary i białawy o łagodnym zapachu i smaku.
Cechy mikroskopowe
Zarodniki 21,0–25,0 × 11,5–13,0 µm, eliptyczne, gładkie, cienkościenne, nieamyloidalne z pojedynczą kroplą oleju w stanie dojrzałym.
Gatunki podobne
Dissingia leucomelaena ma owocniki podobne do owocników kustrzebek Peziza. Odróżnia się od nich kolorem miseczki; powierzchnia wewnętrzna jest matowa, szaro-czarna do ciemnoszarobrązowej, zewnętrzna szaro-czarno-biała. Podobna jest Helvella queletii, ale ma wyraźny, prążkowany, biały trzon, którego prążki ciągną się do podstawy kielicha, różni się też barwą; zewnętrzna jest jaśniejsza od wewnętrznej. Podobny kształt owocnika ma piestrzyca pucharowata (Helvella acetabulum), ale jest brązowa do ochrowobrązowej, a jej żebra sięgają od podstawy trzonu do krawędzi miseczki.

## Występowanie i siedlisko
Dissingia leucomelaena występuje w Ameryce Północnej, Europie i Azji. W Europie jest szeroko rozprzestrzeniona i podano wiele jej stanowisk od Morza Śródziemnego po północne regiony Półwyspu Skandynawskiego. M.A. Chmiel w 2006 r. przytoczyła 3 stanowiska w Polsce, ale w późniejszych latach podano jeszcze inne. Liczne i aktualne stanowiska podaje także internetowy atlas grzybów. Znajduje się w nim na liście gatunków zagrożonych i wartych objęcia ochroną.
Grzyb naziemny. Występuje pojedynczo lub w rozproszeniu na glebie wśród igieł drzew iglastych, zwłaszcza w lasach górskich i nadmorskich. Owocniki tworzy wiosną.